# Крупино (Московская область)
Крупино́ — деревня в Московской области России. Входит в Павлово-Посадский городской округ. Население — 673 чел. (2010).

## Население
Согласно Всероссийской переписи, в 2002 году в деревне проживало 734 человека (344 мужчины и 390 женщин); преобладающая национальность — русские (97 %). По данным на 2005 год в деревне проживало 760 человек.
| 1926 | 2002 | 2006 | 2010 |
| ---- | ---- | ---- | ---- |
| 707  | ↗734 | ↗760 | ↘673 |

## Расположение
Деревня Крупино расположена примерно в 17 км к югу от центра города Павловский Посад. Ближайшие населённые пункты — деревни Шебаново, Новозагарье, Лёвкино и Чисто-Перхурово. Южнее деревни Крупино расположен исток реки Понорь

## История
Первоначально деревня носила название Малахова. Упоминается в переписной книге 1646 года: «… деревня Малахова, а Крупино тож, а в ней крестьян — 4 двора». В последней четверти XVIII века деревня принадлежала Екатерине Александровне Леонтьевой (урождённой Румянцевой). Согласно документам того времени, «в деревне Крупиной — дворов 13, земли 64 десятины 65 саженей». В 1749 году деревня досталась племяннику Екатерины Александровны, графу Сергею Петровичу Румянцеву.
При графе Румянцеве в деревне Крупино было положено начало металлическому промыслу. Крестьянин К. С. Русаков организовал кузницу, где он стал изготавливать сначала пуговицы, а затем и другие металлические предметы. В 1833 году Братья Большаковы организовали в деревне медно-литейное заведение. На Всероссийской художественно-промышленной выставке 1882 года их продукция удостоилась серебряной медали. В 1833 году была основана шелкопрядильная и ткацкая фабрика Русаковых. К началу XX века на фабрике Русаковых работало более 200 человек.
По данным 1859 года, в деревне было 52 двора и проживало 217 мужчин и 215 женщин. В 1910 году в деревне была открыта библиотека.
После революции фабрики Русаковых были национализированы. Теперь там арматурный завод. В 1930 году в деревне был образован колхоз.
С 1 сентября 1945 года в Крупино начала функционировать Областная одногодичная сельскохозяйственная школа полеводов.12 октября 1951 года школа полеводов была переименована в Областную школу механизации сельского хозяйства. В дальнейшем произошли очередные переименования: 7 января 1954 года — Училище механизации № 17; 20 мая 1963 года — Сельское ПТУ № 8; 1968—1980 гг. — Спецучилище; 1980—1984 гг. — СПТУ № 14;1984 — по наст. время — СПТУ № 69.За 56 лет функционирования училища подготовлено более шести тысяч учащихся для работы в различных отраслях народного хозяйства.
С 2004 до 2017 гг. деревня входила в Аверкиевское сельское поселение Павлово-Посадского муниципального района.

## Инфраструктура
В деревне Крупино 4 улицы: Центральная, Школьная, Старая и Новая. Деревня газифицирована. До райцентра ходят автобусы 22, 34. В деревне находится Муниципальное общеобразовательное учреждение Крупинская Школа, Муниципальное дошкольное образовательное учреждение детский сад № 30 «Тополёк» общеразвивающего вида, который посещают дети из многих деревень сельского поселения Аверкиевское (всего 60 детей в возрасте от 1,5 года до 7 лет). Помимо одноэтажных домов, в Крупино есть два 5-этажных и два 2-этажных жилых дома.

## Достопримечательности
В 1941 году в деревне был установлен памятник В. И. Ленину, в 2009 году демонтирован, в 2010 году постамент от памятника был обложен кирпичом, сверху установлен купол, таким образом постамент от памятника был переделан в часовню. 9 мая 1974 года был установлен «Памятник солдату», посвящённый жителям деревни, погибшим в Великой Отечественной войне.